# Andrés Lioi
Andrés Lioi (Rosario, 7 marzo 1997) è un calciatore argentino, centrocampista del Colegiales.

## Caratteristiche tecniche
È un esterno destro.

## Carriera
Cresciuto nelle giovanili del Rosario Central, firma il suo primo contratto da professionista nel novembre del 2017; fa il suo esordio nella Primera División il 24 gennaio 2018 nel pareggio per 1-1 contro l'Independiente. Quattro giornate dopo, il 17 febbraio, firma addirittura una tripletta nel "suo" stadio nella partita contro l'Olimpo.
Il 13 agosto 2019 si trasferisce in prestito al Korona Kielce in Ekstraklasa, la massima serie del campionato polacco.

## Statistiche

### Presenze e reti nei club
Statistiche aggiornate al 18 luglio 2020.
| Stagione               | Squadra                | Campionato             | Campionato | Campionato | Coppe nazionali | Coppe nazionali | Coppe nazionali | Coppe continentali | Coppe continentali | Coppe continentali | Altre coppe | Altre coppe | Altre coppe | Totale | Totale | Totale |
| Stagione               | Squadra                | Comp                   | Pres       | Reti       | Comp            | Pres            | Reti            | Comp               | Pres               | Reti               | Comp        | Pres        | Reti        | Pres   | Reti   |        |
| ---------------------- | ---------------------- | ---------------------- | ---------- | ---------- | --------------- | --------------- | --------------- | ------------------ | ------------------ | ------------------ | ----------- | ----------- | ----------- | ------ | ------ | ------ |
| gen.-giu. 2018         | Rosario Central        | PD                     | 10         | 3          | CA              | 6               | 0               | -                  | -                  | -                  | -           | -           | -           | 16     | 3      |        |
| 2018-2019              | Rosario Central        | PD                     | 11         | 0          | CA              | 1               | 0               | -                  | -                  | -                  | -           | -           | -           | 12     | 0      |        |
| Totale Rosario Central | Totale Rosario Central | Totale Rosario Central | 21         | 3          |                 | 7               | 0               |                    | -                  | -                  |             | -           | -           | 28     | 3      |        |
| 2019-2020              | Korona Kielce          | EK                     | 13         | 0          | CP              | 0               | 0               | -                  | -                  | -                  | -           | -           | -           | 13     | 0      |        |
| Totale carriera        | Totale carriera        | Totale carriera        | 34         | 3          |                 | 7               | 0               |                    | -                  | -                  |             | -           | -           | 41     | 3      |        |

## Palmarès

### Club

#### Competizioni nazionali
- Copa Argentina: 1

Rosario Central: 2017-2018